# Rhamphinion
Rhamphinion („zobákovitá šíje“) byl rod (zřejmě ramforynchoidního) ptakoještěra, žijícího v období rané jury (geologické stupně sinemur až pliensbach) na území dnešní Arizony (USA). 

## Objev a popis
Typový druh R. jenkinsi byl formálně popsán v roce 1984 paleontologem Kevinem Padianem na základě nekompletní fosilní lebky z vrstev geologického souvrství Kayenta. V rozpětí křídel dosahoval tento vývojově primitivní druh jen asi 1,4 metru a vážil pravděpodobně kolem 2 kg. Vývojové vztahy k ostatním ptakoještěrům nejsou u tohoto rodu dosud uspokojivě vyjasněny.
Až do roku 2018 byl Rhamphinion nejstarším známým ptakoještěrem z celé Západní polokoule, v tom roce ho nicméně překonal nově popsaný rod Caelestiventus z pozdního triasu Utahu (se stářím zhruba 208 milionů let).